# .bi
.bi is het topleveldomein van Burundi. .bi-domeinnamen worden uitgegeven door NIC.BI, dat verantwoordelijk is voor het topleveldomein 'bi'. De domeinnaam werd ingevoerd in 1996, maar wordt weinig gebruikt ondanks de gunstige regels voor registratie.